# Mitchelton-Scott/2018
Deze pagina geeft een overzicht van de Mitchelton-Scott-wielerploeg in 2018.

## Algemeen
Sponsors: Mitchelton, Scott Sports
Algemeen manager: Shayne Bannan
Teammanager: Matthew White
Ploegleiders: Vittorio Algeri, Jean Michel Bates, Julian Dean, Laurenzo Lapage, David McPartland, James Victor, Matthew Wilson
Fietsen: Scott Sports
Kleding: Craft Clothing

## Renners
| Naam                    | Geboortedatum | Nationaliteit       | Ploeg 2017              |
| ----------------------- | ------------- | ------------------- | ----------------------- |
| Michael Albasini        | 20-12-1980    | Zwitserland         |                         |
| Jack Bauer              | 07-04-1987    | Nieuw-Zeeland       | Quick-Step Floors       |
| Sam Bewley              | 22-07-1987    | Nieuw-Zeeland       |                         |
| Esteban Chaves          | 17-01-1990    | Colombia            |                         |
| Luke Durbridge          | 09-04-1991    | Australië           |                         |
| Alexander Edmondson     | 22-12-1993    | Australië           |                         |
| Caleb Ewan              | 11-07-1994    | Australië           |                         |
| Jack Haig               | 06-09-1993    | Australië           |                         |
| Lucas Hamilton          | 12-02-1996    | Australië           | Mitchelton-BikeExchange |
| Mathew Hayman           | 20-04-1978    | Australië           |                         |
| Michael Hepburn         | 17-08-1991    | Australië           |                         |
| Damien Howson           | 13-08-1992    | Australië           |                         |
| Daryl Impey             | 06-12-1984    | Zuid-Afrika         |                         |
| Christopher Juul-Jensen | 06-07-1989    | Denemarken          |                         |
| Roger Kluge             | 05-02-1986    | Duitsland           |                         |
| Roman Kreuziger         | 06-05-1986    | Tsjechië            |                         |
| Cameron Meyer           | 12-02-1996    | Australië           | Mitchelton-BikeExchange |
| Luka Mezgec             | 27-06-1988    | Slovenië            |                         |
| Mikel Nieve             | 26-05-1984    | Spanje              | Team Sky                |
| Robert Power            | 11-05-1995    | Australië           |                         |
| Matteo Trentin          | 02-08-1989    | Italië              | Quick-Step Floors       |
| Svein Tuft              | 09-05-1977    | Canada              |                         |
| Carlos Verona           | 04-11-1992    | Spanje              |                         |
| Adam Yates              | 07-08-1992    | Verenigd Koninkrijk |                         |
| Simon Yates             | 07-08-1992    | Verenigd Koninkrijk |                         |

### Stagiairs
Vanaf 1 augustus 2018
| Naam          | Geboortedatum | Nationaliteit | Vorige ploeg            |
| ------------- | ------------- | ------------- | ----------------------- |
| Brayan Chaves | 30-05-1997    | Colombia      | Mitchelton-BikeExchange |

### Vertrokken
| Naam            | Geboortedatum | Nationaliteit | Ploeg 2018                                    |
| --------------- | ------------- | ------------- | --------------------------------------------- |
| King Lok Cheung | 08-02-1991    | Hongkong      | HKSI Pro Cycling Team                         |
| Magnus Cort     | 16-01-1993    | Denemarken    | Astana Pro Team                               |
| Mitchell Docker | 02-10-1986    | Australië     | Team EF Education First-Drapac p/b Cannondale |
| Simon Gerrans   | 16-05-1980    | Australië     | BMC Racing Team                               |
| Jens Keukeleire | 23-11-1988    | België        | Lotto Soudal                                  |
| Rubén Plaza     | 29-02-1980    | Spanje        | Israel Cycling Academy                        |

## Belangrijkste overwinningen
| Tour Down Under 2e etappe: Caleb Ewan Eindklassement: Daryl Impey Herald Sun Tour 3e etappe: Esteban Chaves Eindklassement: Esteban Chaves Clásica de Almería Winnaar: Caleb Ewan Parijs-Nice 7e etappe: Simon Yates Tirreno-Adriatico 5e etappe: Adam Yates Ronde van Catalonië 7e etappe: Simon Yates Ronde van het Baskenland Bergklassement: Carlos Verona Ronde van Italië 6e etappe: Esteban Chaves 9e etappe: Simon Yates 11e etappe: Simon Yates 15e etappe: Simon Yates 20e etappe: Mikel Nieve | Tour des Fjords 2e etappe: Michael Albasini Eindklassement: Michael Albasini Puntenklassement: Michael Albasini Bergklassement: Carlos Verona Critérium du Dauphiné 1e etappe: Daryl Impey 7e etappe: Adam Yates Puntenklassement: Daryl Impey Ronde van Zwitserland 4e etappe: Christopher Juul-Jensen Prueba Villafranca de Ordizia Winnaar: Robert Power Ronde van Polen 7e etappe: Simon Yates Ronde van Groot-Brittannië 2e etappe: Cameron Meyer 8e etappe: Caleb Ewan Ronde van Spanje 14e etappe: Simon Yates Eindklassement: Simon Yates | Ronde van Guangxi 5e etappe: Matteo Trentin Japan Cup Winnaar: Robert Power Nationale kampioenschappen wielrennen Australië - wegwedstrijd: Alexander Edmondson Canada - tijdrit: Svein Tuft Zuid-Afrika - tijdrit: Daryl Impey Zuid-Afrika - wegwedstrijd: Daryl Impey Europese kampioenschappen wielrennen Wegwedstrijd: Matteo Trentin |

Mannen: 2012 · 2013 · 2014 · 2015 · 2016 · 2017 · 2018 · 2019 · 2020 · 2021 · 2022 · 2023 · 2024  · 2025
Vrouwen: 2012 · 2013 · 2014 · 2015 · 2016 · 2017 · 2018 · 2019 · 2020 · 2021 · 2022 · 2023 · 2024 · 2025
AG2R-La Mondiale · Astana Pro Team · Bahrain-Merida · BMC Racing Team · BORA-hansgrohe · Groupama-FDJ · Lotto Soudal · Mitchelton-Scott · Movistar Team · Quick-Step · Team Dimension Data · Team EF Education First-Drapac p/b Cannondale · Team Katjoesja Alpecin · Team LottoNL-Jumbo · Team Sky · Team Sunweb · Trek-Segafredo · UAE Team Emirates